# THTR–300

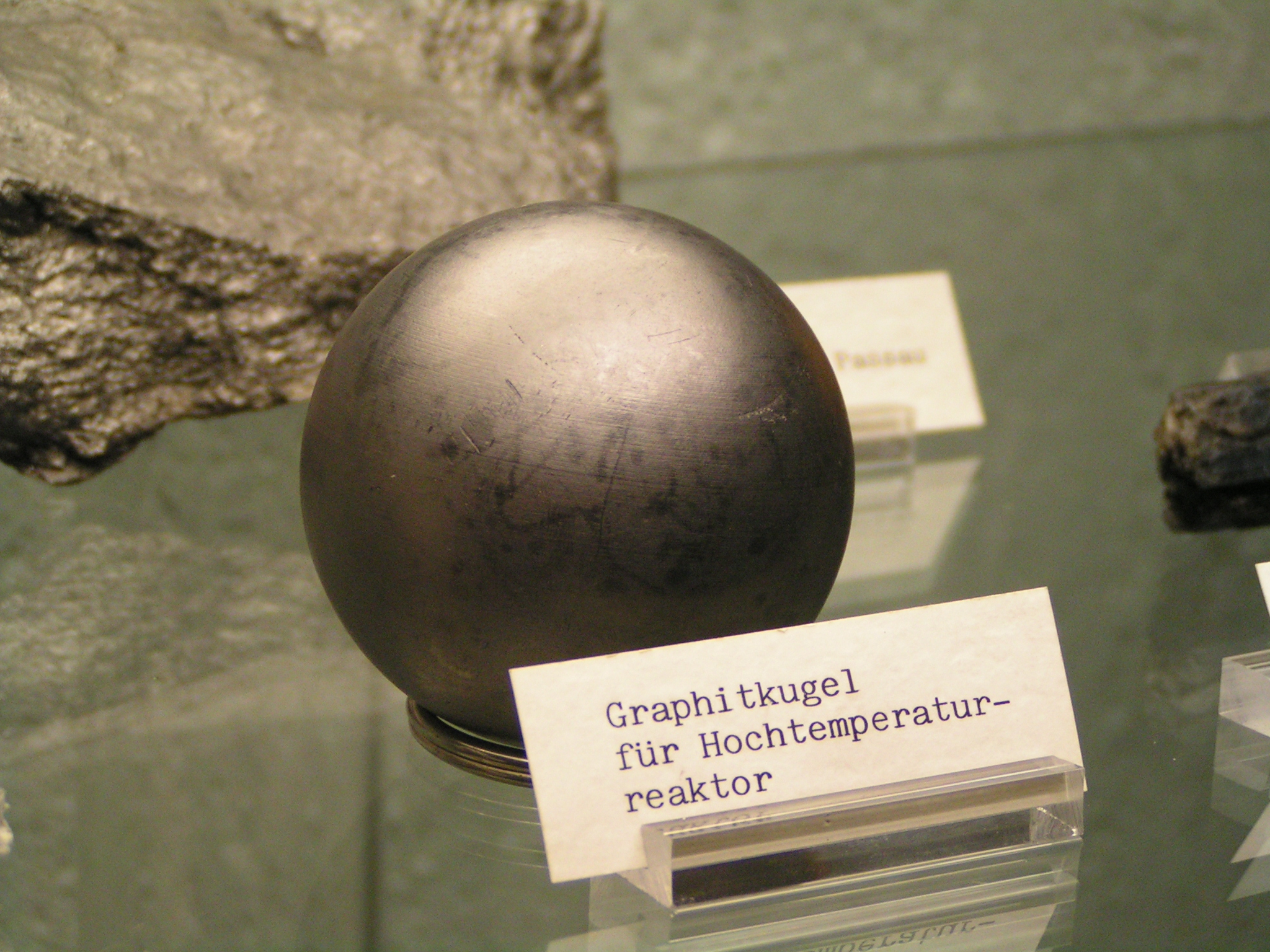
A hasadóanyagot tartalmazó 6 cm átmérőjű grafitgömb

A THTR–300 egy tóriumalapú, grafitmoderátoros, fissziós atomerőmű volt, amely 1983. szeptember 13. és 1989. szeptember 29. között Németországban működött. A reaktor héliumhűtéssel üzemelt, ami magas üzemi hőmérsékletet, ebből adódóan az urán alapú erőművekhez képest magas hatásfokot (40% fölött) tett lehetővé. Termikus teljesítménye 760 MW, elektromos teljesítménye 307 MW volt.
A terv alapja a korábbi AVR kísérleti reaktor volt, amely 1968-tól 1988-ig működött.

## A fűtőelemek
A reaktor fűtőelemei 6 cm átmérőjű gömbök, amelyek összesen 35 000 db 0,5-0,7 mm átérőjű gömböt foglalnak magukba, amelyek a tórium és uránüzemanyagot tartalmazzák. Egy 6 cm átmérőjű golyó 10 g Th-232-t és 1 g U-235-t tartalmaz.

## Működési elv
A hasadóanyagok urán-235 és tórium-232, amelyek a fűtőelemként szolgáló grafitgolyókban találhatók, amelyből egy időben hozzávetőleg 670 000 darab volt a reaktortérben, s ezen kívül még 280 000 tiszta grafitból készült moderátorgolyó. A magas hőmérséklet miatt a primerköri hűtést héliumgázzal oldották meg, amely hozzávetőleg 250 °C hőmérsékleten lépett a reaktortérbe és 750 °C hőmérsékleten hagyta el azt. A primerköri hélium a hőt a szekunder köri víznek adta át, amely Rankine-ciklus szerint működő hőerőgépet hajtott. A hulladékhőt hűtőtoronyban eliminálták.
A reaktorba átrakógépet építettek, amely üzem közben tette lehetővé a golyók kezelését, s naponta 620 kiégett golyót cserélt frissre.

## Események
Hat hónappal az erőmű hálózatra kapcsolása után 1986 május 4-én egy üzemanyaggolyó beszorult a reaktor üzemanyag betöltő csövébe, ami miatt némi radioaktív por és hélium került a környezetbe. A reaktor 423 napos üzemideje alatt 80 esemény történt. Az üzemanyaggolyók jelentősen gyakrabban törtek, mint amire előzetesen számítottak. A Hanouban működő üzemanyaggyárat leállították, emiatt az üzemanyag ellátás nem volt biztosított. Végül a létesítmény bezárása mellett döntöttek.